# Canton d'Escurolles
Le canton d'Escurolles est une ancienne division administrative française située dans le département de l'Allier et la région Auvergne.

## Géographie
Ce canton était organisé autour d'Escurolles dans l'arrondissement de Vichy. Son altitude variait de 239 m (Saint-Rémy-en-Rollat) à 383 m (Brugheas) pour une altitude moyenne de 311 m.

## Histoire
Le développement rapide de l'agglomération de Vichy sur la rive gauche de l'Allier au cours du XXe siècle a fait qu'aujourd'hui le chef-lieu de canton, Escurolles, situé à l'extrême-ouest du canton et à l'écart de cette agglomération, est l'une des plus petites communes du canton. Bellerive-sur-Allier est plus de dix fois plus peuplée qu'Escurolles (8 530 habitants contre 736 en 2011).
Le canton est situé entre les villes de Vichy, de Gannat et de Saint-Pourçain-sur-Sioule et ses communes sont attirées vers l'un de ces trois pôles : Broût-Vernet, Escurolles et Saint-Pont appartiennent à la communauté de communes du Bassin de Gannat, Saint-Didier-la-Forêt à la communauté de communes en Pays Saint-Pourcinois, tandis que les autres communes relèvent de la communauté d'agglomération de Vichy Val d'Allier.
Le redécoupage des cantons du département de l'Allier supprime ce canton,.

## Représentation

### Conseillers généraux de 1833 à 2015
| Période | Période             | Identité                                                                         | Étiquette                     | Qualité |
| ------- | ------------------- | -------------------------------------------------------------------------------- | ----------------------------- | --- |
| 1833    | 1845                | Antoine Challeton (1795-?)                                                       |                               | Avocat et notaire à Brugheas                                                                                                  |
| 1845    | 1848                | Jules Benoid Pons de Freluc (1801-1888)                                          |                               | Juge d'instruction à Gannat                                                                                                   |
| 1848    | 1852                | Antoine Challeton                                                                |                               | Notaire à Brugheas juge de paix à Escurolles                                                                                  |
| 1852    | 1871                | Joseph Eugène de Villardi de Quinson, comte puis marquis de Montlaur (1815-1895) | Droite                        | Propriétaire et maire de Cognat-Lyonne Député (1871-1876)                                                                     |
| 1871    | 1871 (démission)    | M. Chambon                                                                       |                               | Propriétaire à Broût-Vernet                                                                                                   |
| 1871    | 1884 (décès)        | Gabriel Ramin (1833-1884)                                                        | Républicain                   | Propriétaire, agriculteur et maire de Vesse (auj. Bellerive)                                                                  |
| 1884    | 1887                | Joseph Bonamour                                                                  | Républicain                   | Propriétaire à Broût-Vernet, conseiller d'arrondissement                                                                      |
| 1887    | 1892                | Antoine François Challeton                                                       | Droite                        | Ingénieur, Propriétaire et maire de Brugheas                                                                                  |
| 1892    | 1910                | Antoine Croizier                                                                 | Rad.                          | Notaire et maire d'Escurolles                                                                                                 |
| 1910    | 1919                | Émile Paturet                                                                    | PRS                           | Inspecteur des finances - Député (1910-1914)                                                                                  |
| 1919    | 1928                | Charles Péronnet                                                                 | Rad.                          | Avocat à la Cour d'appel de Paris Député (1906-1910 et 1914-1924)                                                             |
| 1928    | 1933 (décès)        | Jean-Baptiste Burlot (1881-1933)                                                 | SFIO                          | Professeur d'école primaire supérieure à Vichy Maire de Bellerive-sur-Allier (1928-1933)                                      |
| 1933    | 1940                | Paul Rives                                                                       | SFIO (exclu en 1944)          | Professeur de philosophie Maire de Bellerive-sur-Allier (1935-1945) Député (1932-1942) Nommé conseiller départemental en 1942 |
|         |                     |                                                                                  |                               | |
| 1945    | 1962 (décès)        | Fernand Auberger                                                                 | SFIO                          | Instituteur Maire de Bellerive-sur-Allier (1944-1962) Sénateur (1948-1962)                                                    |
| 1962    | 1967                | Alice Auberger (1908-2013) (épouse du précédent)                                 | SFIO (jusqu'en 1965) puis CIR | Institutrice honoraire Adjointe au maire de Bellerive-sur-Allier                                                              |
| 1967    | 1985                | Pierre Corniou                                                                   | SFIO puis PS puis MRG         | Ingénieur chimiste Maire de Bellerive-sur-Allier (1962-1983 et 1989-1995)                                                     |
| 1985    | 1993 (invalidation) | Jean Dubessay                                                                    | RPR                           | Retraité Maire de Bellerive-sur-Allier (1995-2001)                                                                            |
| 1993    | 2015                | Jean-Jacques Rozier                                                              | DVD                           | Agriculteur retraité Maire d'Escurolles (1983-1995)                                                                           |

### Conseillers d'arrondissement (de 1833 à 1940)
- Le canton d'Escurolles avait deux conseillers d'arrondissement.
- De 1833 à 1926, le canton d'Escurolles faisait partie de l'arrondissement de Gannat.

| Période                                  | Période      | Identité                                   | Étiquette   | Qualité |
| ---------------------------------------- | ------------ | ------------------------------------------ | ----------- | --- |
| 1833                                     | 1848         | Jean Baptiste Aufauvre (1766-1852)         |             | Propriétaire à Espinasse-Vozelle                                                                                         |
| 1833                                     | 1845         | Aimé Robelin ainé                          |             | Propriétaire à Broût-Vernet                                                                                              |
| 1845                                     | 1848         | Antoine Amable Thony de Combes (1787-1866) |             | Juge de paix, propriétaire à Broût-Vernet                                                                                |
|                                          |              |                                            |             | |
| av.1883                                  | 1884         | Joseph Bonamour                            | Républicain | Propriétaire à Broût-Vernet                                                                                              |
| 8 juin 1884                              | 1895         | Félix Purelle                              | Républicain | Propriétaire à Serbannes                                                                                                 |
| 1889                                     | 1895         | Frédéric Poullien (1832-1896)              |             | Maire de Saint-Rémy-en-Rollat                                                                                            |
| 1895                                     | 1910 (décès) | Jean-Joseph Bégonin (1852-1910)            |             | Négociant, maire de Vesse puis de Bellerive-sur-Allier, Président du Conseil d'arrondissement, suppléant du juge de paix |
| 1898                                     | 1913         | Jean Migeon                                | Radical     | Maire de Vendat |
| 1911                                     | 1913         | Eugène Roche                               | Radical     | Maire de Saint-Pont |
| 1913                                     | 1925         | Léon Laurent                               |             | Cultivateur à Escurolles                                                                                                 |
| 1913                                     | 1925         | Michel Henri Montaigut                     |             | Huissier à Escurolles puis suppléant du juge de paix                                                                     |
| 1925                                     | 1931         | Pierre Soucachet                           | PRS         | Agriculteur viticulteur à Saint-Menoux, Président de la Fédération des syndicats agricoles du Bourbonnais                |
| 1925                                     | 1937         | Jean Maussang (1888-1967)                  | SFIO        | Exploitant agricole, conseiller municipal puis maire (1935-1945) de Brugheas                                             |
| 1931                                     | 1940         | Jean Rajat (1880-1946)                     | SFIO        | Médecin du service hospitalier de Vichy, propriétaire à Vendat                                                           |
| 1937                                     | 1940         | Pierre Ruge (1870-1945)                    | SFIO        | Propriétaire-exploitant à Espinasse-Vozelle                                                                              |
| 1940                                     |              |                                            |             | Les conseils d'arrondissement ont été suspendus par la loi du 12 octobre 1940 et n'ont jamais été réactivés              |
| Les données manquantes sont à compléter. |              |                                            |             | |

Sources : Archives départementales de l'Allier, rubrique "Presse" - https://archives.allier.fr/archives-en-ligne/presse?arko_default_63e27309704a6--ficheFocus=

## Composition
Le canton d'Escurolles regroupait treize communes et comptait 21 155 habitants (recensement de 2012, population municipale).
| Nom                    | Code Insee | Intercommunalité                 | Superficie (km2) | Population (dernière pop. légale) | Densité (hab./km2) |
| ---------------------- | ---------- | -------------------------------- | ---------------- | --------------------------------- | ------------------ |
| Escurolles (chef-lieu) | 03109      | CC Saint-Pourçain Sioule Limagne | 13,27            | 751 (2014)                        | 57                 |
| Bellerive-sur-Allier   | 03023      | CA Vichy Communauté              | 18,97            | 8 533 (2014)                      | 450                |
| Broût-Vernet           | 03043      | CC Saint-Pourçain Sioule Limagne | 31,71            | 1 211 (2014)                      | 38                 |
| Brugheas               | 03044      | CA Vichy Communauté              | 26,81            | 1 451 (2014)                      | 54                 |
| Charmeil               | 03060      | CA Vichy Communauté              | 7,40             | 856 (2014)                        | 116                |
| Cognat-Lyonne          | 03080      | CA Vichy Communauté              | 12,51            | 706 (2014)                        | 56                 |
| Espinasse-Vozelle      | 03110      | CA Vichy Communauté              | 17,87            | 960 (2014)                        | 54                 |
| Hauterive              | 03126      | CA Vichy Communauté              | 8,08             | 1 190 (2014)                      | 147                |
| Saint-Didier-la-Forêt  | 03227      | CC Saint-Pourçain Sioule Limagne | 33,59            | 386 (2014)                        | 11                 |
| Saint-Pont             | 03252      | CA Vichy Communauté              | 12,31            | 619 (2014)                        | 50                 |
| Saint-Rémy-en-Rollat   | 03258      | CA Vichy Communauté              | 20,84            | 1 677 (2014)                      | 80                 |
| Serbannes              | 03271      | CA Vichy Communauté              | 14,30            | 807 (2014)                        | 56                 |
| Vendat                 | 03304      | CA Vichy Communauté              | 16,76            | 2 218 (2014)                      | 132                |

Après les élections départementales de 2015, toutes les communes (sauf Charmeil et Saint-Rémy-en-Rollat qui intègrent le nouveau canton de Vichy-1) sont rattachées au nouveau canton de Bellerive-sur-Allier).

## Démographie
| 1962   | 1968   | 1975   | 1982   | 1990   | 1999   | 2006   | 2011   | 2012   |
| ------ | ------ | ------ | ------ | ------ | ------ | ------ | ------ | ------ |
| 13 249 | 14 067 | 15 883 | 17 972 | 19 247 | 19 267 | 20 046 | 20 942 | 21 155 |